# Euagra intercisa
Euagra intercisa là một loài bướm đêm thuộc phân họ Arctiinae, họ Erebidae.